# Катастрофа Cessna 206 в Какете
Катастрофа Cessna 206 в Какете — авиационная катастрофа, произошедшая 1 мая 2023 года. Самолёт Cessna 206 авиакомпании Avianline Charter выполнял рейс по маршруту Араракуара—Сан-Хосе-дель-Гуавьяре, на его борту находился один пилот, четыре ребёнка возрастом от 11 месяцев до 13 лет, их мать и ещё один пассажир. В полёте пилот сообщил диспетчеру о проблемах с двигателем и своём намерении совершить аварийную посадку, после чего перестал выходить на связь. Самолёт упал в амазонские джунгли, все взрослые на борту погибли, выжили только дети. К тому времени как спасатели обнаружили место крушения, дети ушли искать помощь в лес. Началась масштабная поисково-спасательная операция. Дети провели в джунглях 40 дней. 10 июня их нашли и эвакуировали в Боготу.

## Самолёт
Рейс выполнялся авиакомпанией Avianline Charter на самолёте Cessna 206 с бортовым номером HK-2803 и серийным U20606513. Он был оснащён поршневым оппозитным двигателем Continental IO-520-F с пропеллером McCauley D3A3A34C404-C. Налетал 10 806 часов. Ранее с ним уже случалось авиационное происшествие: 25 июля 2021 года самолёт совершил аварийную посадку в колумбийском департаменте Ваупес после потери мощности двигателя. Он был восстановлен и вновь введён в эксплуатацию 7 марта 2023 года.

## Экипаж и пассажиры
На борту самолёта находилось в общей сложности 7 человек: пилот, четверо детей (братья и сёстры в возрасте 11 месяцев, четырёх, девяти и 13 лет), их мать Магдалена Мукутуй Валенсия, и ещё один пассажир — лидер местного племени Герман Мендоса Эрнандес (по некоторым сообщениям, он был вторым пилотом). Дети по происхождению — из местного индейского племени уитото.
За штурвалом находился пилот, имевший всю необходимую документацию для совершения полёта. Он имел опыт работы в нескольких чартерных колумбийских авиакомпаниях. Ранее управлял самолётами Douglas DC-3 (как второй пилот), Cessna 172 и Piper PA-34. Устроился в Avianline Charter 8 октября 2021 года, с тех пор налетал 934 часа на Cessna 172 и 107 часов на Cessna 206.

## Хронология событий

### Полёт, отказ двигателя, крушение
Самолёт выполнял чартерный рейс в целях перевозки пассажиров и груза по маршруту Араракуара (одноимённый аэропорт)—Сан-Хосе-дель-Гуавьяре (аэропорт Хорхе Энрике Гонсалес Торрес). Полёт проходил по ПВП. На борту находились семь человек, было загружено 50 галлонов (~ 189 литров) топлива. В 06:42 COT самолёт вылетел из Араракуары.
В 07:15:49 пилот связался с УВД, сообщив о нахождении в 140 км от аэропорта назначения и наборе высоты до 8500 футов (~ 2590 метров). Менее чем через две минуты, в 07:17:06, пилот сообщил о чрезвычайной ситуации на борту: «Mayday, Mayday, Mayday, 2803, Mayday, Mayday, Mayday. Двигатель работает на малых оборотах, буду искать площадку для посадки». УВД подтвердило получение сообщения, предложив несколько вариантов для совершения аварийной посадки: аэропорт Морихал в 61 км от его местоположения и аэропорт Мирафлорес в 120 км. Также УВД сообщило о происшествии авиабазе им. Капитана Луиса Ф. Гомеса Ниньо. Когда авиабаза попыталась связаться с бортом, ответа не последовало. Тогда УВД попросило другой борт (HK-1884) попытаться установить связь, но ответа также не последовало.
В 07:32:18, через 15 минут после своего последнего сообщения, пилот связался с УВД: «2803, двигатель снова набрал мощность, я в 120 нм [~ 222 км] от Сан-Хосе, набираю высоту 8500 [футов]». Однако через 11 минут он вновь сообщил о неполадках: «Mayday, Mayday, Mayday, 2803, 2803, у меня снова отказал двигатель… я буду искать реку… вот у меня река справа». На запрос УВД о местоположении, пилот ответил: «В 103 [морских] милях [190 км] от Сан-Хосе… я собираюсь приводняться». Это был последний сеанс связи с самолётом. В 07:44:42 на радаре был зафиксирован разворот самолёта вправо на скорости ~ 146 км/ч, прежде чем борт пропал с экрана.
Учитывая то, что разбившейся самолёт был обнаружен в вертикальном положении, следователи позже установили, что столкновение произошло под большим углом и с низкой скоростью. Самолёт столкнулся с деревом, что привело к отрыву двигателя, а затем упал вертикально вниз. Как сообщил журналистам отец детей, его жена в катастрофе изначально выжила, но умерла от полученных травм через четыре дня. Перед смертью она сказала детям «убираться отсюда».

### Поисково-спасательная операция
УВД немедленно сообщило об исчезновении самолёта ВВС Колумбии, Службе воздушного поиска и спасания, а также Управлению гражданской авиации Колумбии, которые начали поиски. Первоначально поиски проходили только с воздуха, с привлечением сил ВВС, в том числе самолётов Basler BT-67 и вертолётов UH-1H Huey. 6 мая армия Колумбии начала наземные поиски. 16 мая 2023 года, примерно в 21:00, наземными группами был обнаружен самолёт. Трое взрослых были обнаружены погибшими, в то время как четверо детей на месте крушения не обнаружили. Однако 17 мая были найдены предметы, принадлежащие детям, включая детскую бутылочку для питья, и следы импровизированного укрытия, свидетельствующие о том, что дети всё ещё живы. Была развёрнута масштабная поисково-спасательная операция по их поиску, получившая название «Надежда».
После крушения дети ушли искать помощь и забрели в тропический лес. В ходе поисковой операции вертолёты использовали громкоговоритель, транслирующий голос бабушки детей, призывающий их остановиться. Через неделю был обнаружен небольшой отпечаток ноги. Поиски существенно затруднялись ограниченной из-за тумана видимостью и густой листвой. С вертолётов сбрасывались коробки с едой в надежде на то, что дети их найдут. Публиковались противоречивые данные о ходе операции: так, президент Колумбии Густаво Петро 17 мая опубликовал в своём Твиттере сообщение о том, что детей нашли живыми, но затем удалил его, сославшись на неподтверждённость данных.
Все четверо детей были найдены 10 июня, через сорок дней после крушения, и эвакуированы в столицу Колумбии Боготу. По сообщению ВВС, дети были найдены в 3,5 км от места крушения. В общей сложности спасатели преодолели 2600 км, чтобы найти их.

## Выживание
Дети выжили благодаря своему знакомству с дикой природой. Главную роль в этом сыграла 13-летняя старшая сестра Лесли, которая помогла спасти всех остальных, включая годовалого ребёнка. Сначала дети питались мукой из кассавы, которая была в самолёте, а когда она закончилась — плодами деревьев. Тем не менее, к моменту, когда их нашли, дети были очень истощены.
Спасатели могли бы найти детей раньше, но дети прятались от них, так как боялись лая собак и неизвестных людей в униформе (тем более, что их отцу в своё время угрожали боевики FARC), транслируемый с неба голос их бабушки также напугал их. В обнаружении детей ключевую роль сыграла поисковая собака, ранее сбежавшая от кинологов. Она самостоятельно нашла детей, а затем, по её следам, детей обнаружили спасатели.